# Nippon Professional Baseball 2007
La stagione 2007 della Nippon Professional Baseball (NPB) è iniziata il 24 marzo ed è terminata il 1º novembre 2007.
Le Japan Series sono state vinte per la seconda volta nella loro storia dai Chunichi Dragons, che si sono imposti sugli Hokkaido Nippon-Ham Fighters per 4 partite a 1.

## Regular season

### Central League
| Squadra               | Partite | Vittorie | Sconfitte | Pareggi | Perc. | GB   |
| --------------------- | ------- | -------- | --------- | ------- | ----- | ---- |
| Yomiuri Giants        | 144     | 80       | 63        | 1       | .559  | —    |
| Chunichi Dragons      | 144     | 78       | 64        | 2       | .549  | 1.5  |
| Hanshin Tigers        | 144     | 74       | 66        | 4       | .529  | 4.5  |
| Yokohama BayStars     | 144     | 71       | 72        | 1       | .497  | 9.0  |
| Hiroshima Toyo Carp   | 144     | 60       | 82        | 2       | .423  | 19.5 |
| Tokyo Yakult Swallows | 144     | 60       | 84        | 0       | .417  | 20.5 |

### Pacific League
| Squadra                      | Partite | Vittorie | Sconfitte | Pareggi | Perc. | GB   |
| ---------------------------- | ------- | -------- | --------- | ------- | ----- | ---- |
| Hokkaido Nippon-Ham Fighters | 144     | 79       | 60        | 5       | .568  | —    |
| Chiba Lotte Marines          | 144     | 76       | 61        | 7       | .555  | 2.0  |
| Fukuoka SoftBank Hawks       | 144     | 73       | 66        | 5       | .525  | 6.0  |
| Tohoku Rakuten Golden Eagles | 144     | 67       | 75        | 2       | .472  | 13.5 |
| Seibu Lions                  | 144     | 66       | 76        | 2       | .465  | 14.5 |
| Orix Buffaloes               | 144     | 62       | 77        | 5       | .446  | 17.0 |

|  | 1º della regular season e qualificato alle finali delle Climax Series |
|  | Qualificati alle semifinali delle Climax Series                       |

## Post season
|  | Climax Series - semifinali | Climax Series - semifinali | Climax Series - semifinali   |                              |                  | Climax Series - finali | Climax Series - finali | Climax Series - finali |  |  | Japan Series | Japan Series | Japan Series |  |
|  |                            |                            |                              |                              |                  |                        |                        |                        |  |  |              |              |              |  |
|  |                            |                            |                              |                              |                  | C1                     | Yomiuri Giants         | 0                      |  |  |              |              |              |  |
|  |                            |                            |                              |                              |                  | C1                     | Yomiuri Giants         | 0                      |  |  |              |              |              |  |
|  |                            |                            |                              | Chunichi Dragons             | 3                |                        |                        |                        |  |  |              |              |              |  |
|  | C2                         | Chunichi Dragons           | 2                            | Chunichi Dragons             | 3                |                        |                        |                        |  |  |              |              |              |  |
|  | C2                         | Chunichi Dragons           | 2                            |                              |                  |                        |                        |                        |  |  |              |              |              |  |
|  | C3                         | Hanshin Tigers             | 0                            |                              |                  |                        |                        |                        |  |  |              |              |              |  |
|  | C3                         | Hanshin Tigers             | 0                            |                              | Chunichi Dragons | Chunichi Dragons       | 4                      |                        |  |  |              |              |              |  |
|  |                            |                            |                              |                              |                  |                        |                        |                        |  |  |              |              |              |  |
|  |                            |                            | Hokkaido Nippon-Ham Fighters | Hokkaido Nippon-Ham Fighters | 1                |                        |                        |                        |  |  |              |              |              |  |
|  |                            |                            |                              | Hokkaido Nippon-Ham Fighters | 1                |                        |                        |                        |  |  |              |              |              |  |
|  |                            |                            |                              |                              |                  |                        |                        |                        |  |  |              |              |              |  |
|  |                            |                            |                              |                              |                  |                        |                        |                        |  |  |              |              |              |  |
|  |                            | P1                         | Hokkaido Nippon-Ham Fighters | 3                            |                  |                        |                        |                        |  |  |              |              |              |  |
|  |                            |                            |                              | 3                            |                  |                        |                        |                        |  |  |              |              |              |  |
|  |                            |                            |                              | Chiba Lotte Marines          | 2                |                        |                        |                        |  |  |              |              |              |  |
|  | P2                         | Chiba Lotte Marines        | 2                            | Chiba Lotte Marines          | 2                |                        |                        |                        |  |  |              |              |              |  |
|  | P2                         | Chiba Lotte Marines        | 2                            |                              |                  |                        |                        |                        |  |  |              |              |              |  |
|  | P3                         | Fukuoka SoftBank Hawks     | 1                            |                              |                  |                        |                        |                        |  |  |              |              |              |  |

### Japan Series
| Data                                  | Squadra di casa              | Squadra ospite               | Ris. | Ospite       |
| ------------------------------------- | ---------------------------- | ---------------------------- | ---- | ------------ |
| 27/10                                 | Hokkaido Nippon-Ham Fighters | Chunichi Dragons             | 3-1  | Tokyo Dome   |
| 28/10                                 | Hokkaido Nippon-Ham Fighters | Chunichi Dragons             | 1-8  | Tokyo Dome   |
| 30/10                                 | Chunichi Dragons             | Hokkaido Nippon-Ham Fighters | 9-1  | Sapporo Dome |
| 31/10                                 | Chunichi Dragons             | Hokkaido Nippon-Ham Fighters | 4-2  | Sapporo Dome |
| 1/11                                  | Chunichi Dragons             | Yomiuri Giants               | 1-01 | Sapporo Dome |
| Chunichi Dragons vincono la serie 4-1 |                              |                              |      |              |

- 1: Daisuke Yamai e Hitoki Iwase hanno lanciato un perfect game combinato.

## Campioni
| Japan Series 2007 Chunichi Dragons Secondo titolo ※Chunichi Dragons qualificati per le 2007 Asia Series. |

## Premi
- Miglior giocatore della stagione

|    | Giocatore           | Squadra                      |
| -- | ------------------- | ---------------------------- |
| CL | Michihiro Ogasawara | Yomiuri Giants               |
| PL | Yū Darvish          | Hokkaido Nippon-Ham Fighters |

- Rookie dell'anno

|    | Giocatore       | Squadra                      |
| -- | --------------- | ---------------------------- |
| CL | Keiji Uezono    | Hanshin Tigers               |
| PL | Masahiro Tanaka | Tohoku Rakuten Golden Eagles |

- Miglior giocatore delle Japan Series

| Giocatore         | Squadra          |
| ----------------- | ---------------- |
| Norihiro Nakamura | Chunichi Dragons |